# بئر هانج تواه

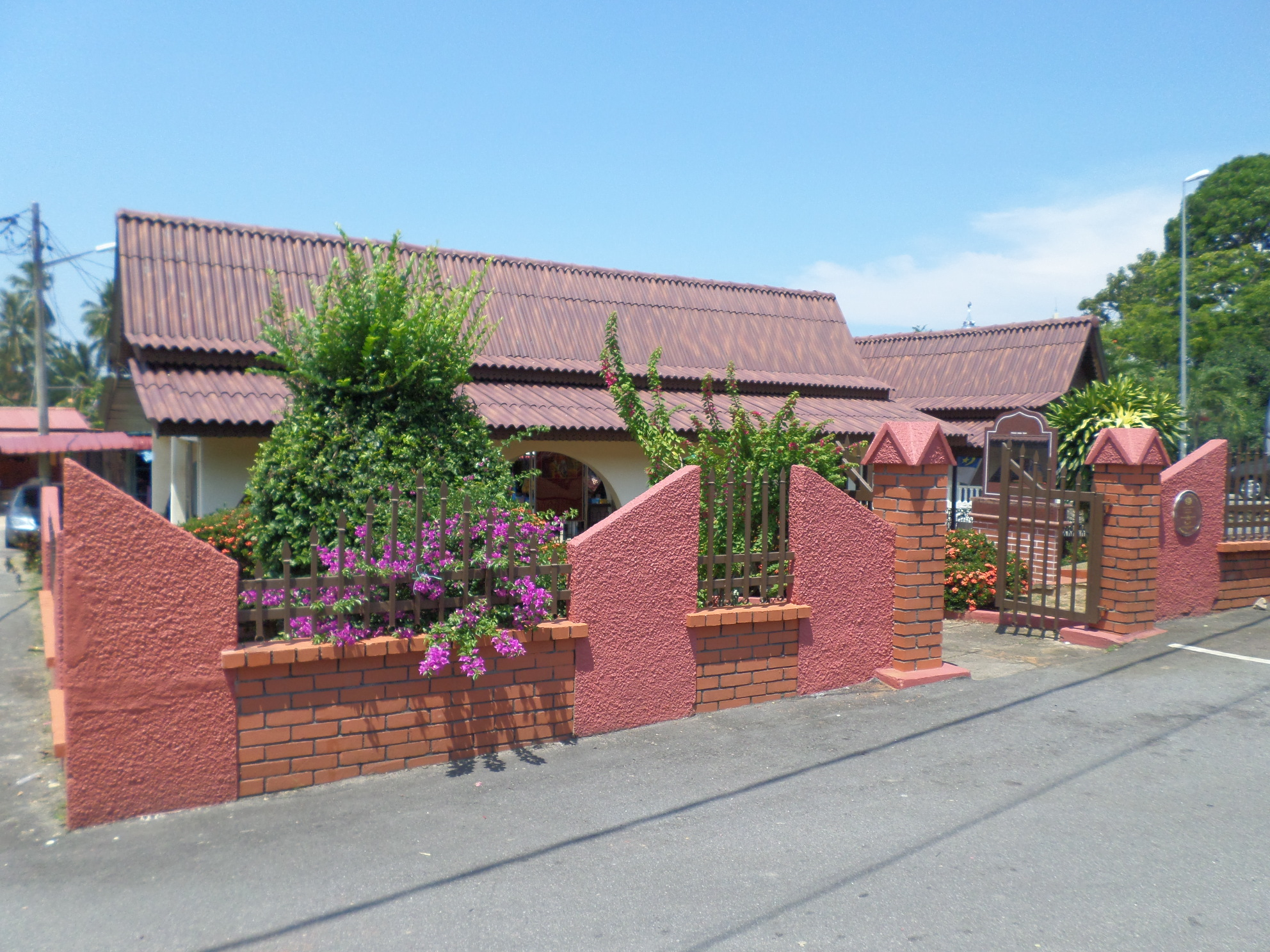
جدار يحيط ببئر هانج تواه في ملقا، ماليزيا

بئر هانغ تواه هو بئر مياه بعمق 1.8 متر، يقع في قرية هانج تواه، كامبونج دويونج، دويونج، ملقا، ماليزيا. تم إعلانه كمعلم تاريخي بموجب قانون الآثار بتاريخ 29 سبتمبر 1977. وفقًا للفولكلور، يُعتقد أن هانج تواه حفر البئر بنفسه لاستخدامه الخاص.